# Geneviève Jeanson
Geneviève Jeanson (* 29. August 1981 in Lachine) ist eine ehemalige kanadische Radrennfahrerin.

## Sportliche Karriere
1998 erwirkte Geneviève Jeanson den dritten Platz bei den UCI-Straßen-Weltmeisterschaften 1998 im Einzelzeitfahren. Anschließend gewann sie beide Titel bei den Kanadischen Meisterschaften im Straßenrennen und Einzelzeitfahren der Juniorinnen. 1999 wurde sie Doppel-Juniorenweltmeisterin bei den Titelkämpfen in Verona bei den Juniorinnen. Im Jahr darauf wurde sie für den Olympiakader von Kanada für die Spiele in Sydney nominiert, wo sie im Straßenrennen Platz 11 und im Einzelzeitfahren Platz 15 belegte. Im selben Jahr gewann sie auch die Flèche Wallonne und die Tour de Snowy. Ab 2001 fuhr sie für das Team Rona, welches als Groupe Sportif Feminine (GSF) registriert war. Sie gewann in diesem Jahr die Redlands Bicycle Classic, die Tour of the Gila, die Tour de Toona und den Coupe du Monde Cycliste Féminine de Montréal.

## Doping

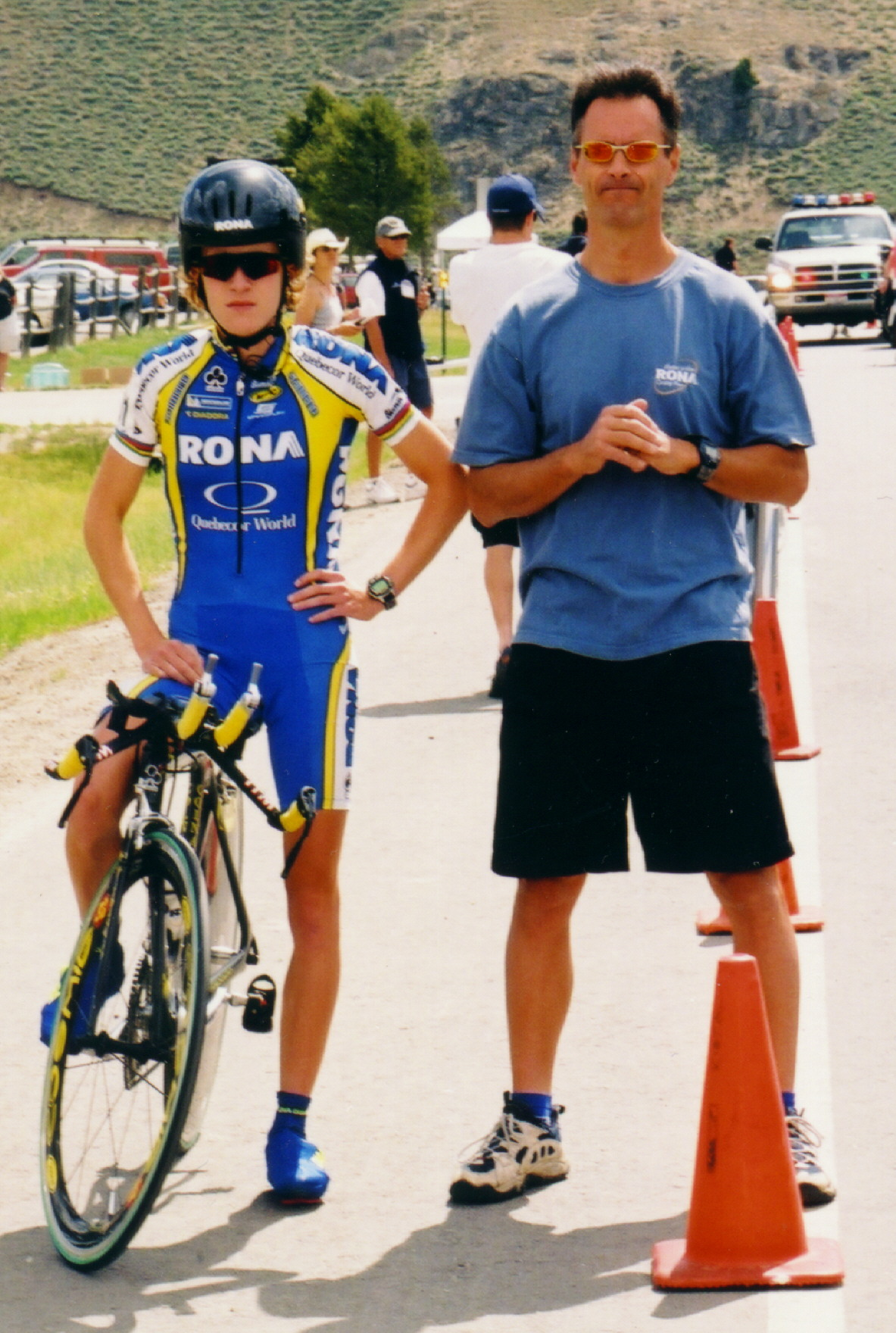
Jeanson mit ihrem Trainer Andre Aubut

### Duquette-Affäre und Straßenweltmeisterschaften 2003
Im Dezember 2002 wurde der Orthopäde Maurice Duquette vor einem Disziplinarausschuss des Quebec College of Physicians zum Thema Doping angehört. Ihm wurde vorgeworfen, Spitzensportler aus der Region um Québec das verschreibungspflichtige Medikament Eprex verschrieben zu haben. Dieser gab zu, dieses Medikament elf Personen zwischen 1998 und 2001 verschrieben zu haben. Aufgrund der Tatsache, dass diese Anhörung eine nichtöffentliche Sitzung war und deshalb ein Veröffentlichungsverbot galt, wurden keine Namen bekannt. Obwohl keine Namen genannt wurden, gab Geneviève Jeanson am 5. Februar 2003 ein Interview, in welchem sie wiedergab, Maurice Duquette nicht zu kennen. Bei den Straßenweltmeisterschaften 2003 in Hamilton wurde bei Jeanson ein erhöhter Hämatokrit-Wert festgestellt und sie erhielt ein Startverbot. Die Sportlerin führte den erhöhten Wert auf das Training in einer Unterdruckkammer zurück. Am 10. November bekannte sich der Arzt Maurice Duquette mehrerer gegen ihn gemachter Anschuldigungen schuldig. Am 17. November 2003 ließ Geneviève Jeanson verlauten, dass sie eine der 11 Personen war, welche Maurice Duquette behandelt hatte, sie aber niemals unerlaubte Substanzen verwendet habe.

### La Flèche Wallonne 2004
Bei der La Flèche Wallonne Féminine 2004 wurden ihr morgens vor dem Start des Rennens zwei Blutproben durch das Anti-Doping-Team der UCI genommen. Wenig später wurde ihr telefonisch mitgeteilt, dass sie, aufgrund eines erhöhten Hämatokritwertes von 49,3 %, nicht starten dürfe. Die zweite Probe ergab einen Hämatokritwert von 44,9 % und deshalb durfte sie starten. Jeanson belegte den 30. Platz, und versäumte es anschließend, an der Dopingkontrolle teilzunehmen. Im Juni 2004 wurde diese Nichtteilnahme an der Dopingkontrolle mit einer 1-monatigen Sperre und einer Geldstrafe von 500 Schweizer Franken (500 CAN-Dollar) belegt.

### Tour of Toona 2005
2005 wurde anlässlich der Tour de Toona erneut ein erhöhter Hämatokrit-Wert festgestellt. Jeanson wurde zunächst lebenslang gesperrt, weil sie durch den verweigerten Dopingtest bei La Flèche Wallonne Féminine als Wiederholungstäterin galt. In den USA wurde die Sperre später auf zwei Jahre gekürzt, in Kanada bestand sie weiter. Im April 2009 wurde diese lebenslange Sperre auf zehn Jahre verkürzt, weil Jeanson mit den Justizbehörden kooperierte und sowohl ihren Trainer Andre Aubet als auch ihren Arzt belastete, die daraufhin lebenslang im Sport gesperrt wurden. Dabei gab sie an, seit ihrem 16. Lebensjahr mit EPO gedopt worden zu sein. Obwohl sie inzwischen in den USA wieder hätte Rennen fahren dürfen, beendete sie ihre Radsport-Karriere. In einem Interview sagte sie: “I’ve changed so much this past year that I have a hard time imagining who I was before.” („Ich habe mich im vergangenen Jahr so sehr verändert, dass ich mir nur noch schwer vorstellen konnte, wer ich vorher gewesen war.“)

### Dopinggeständnis
Im Rahmen der Radiosendung Enquête sendet der Radiosender Télévision de Radio-Canada einen Bericht mit dem Titel Le Secret de Geneviève Jeanson. Hier gab sie zu, dass sie seit ihrem 16. Lebensjahr mit EPO, verschrieben von Maurice Duquette mit Zustimmung von Trainer André Aubut und ihrem Vater Yves Jeanson, gedopt zu haben.

## Nach der aktiven sportlichen Karriere
Geneviève Jeanson lebte in Phoenix, Arizona und war 2006 Miteigentümerin an einem Restaurant. Nach 10 Jahren in Phoenix ging Jeanson nach San Diego. Hier schloss sie ihre Ausbildung zur Therapeutin ab. Sie verließ San Diego und kehrte 2012 nach Kanada zurück. Seit 2022 kehrte sie in die Pro Gravel Circuit in den Wettkampf zurück. Heute (2024) lebt sie in Montreal und arbeitet als Fitnesstrainerin.

## Sonstiges
2014 kam ein Film mit dem französischen Titel La Petite Reine in die Kinos, welcher auf der sportlichen Geschichte von Geneviève Jeanson basieren soll. Laurence Leboeuf spielt darin die ähnliche Figur Julie Arseneau.

## Erfolge
2000
- Gesamtwertung Tour de Snowy
- La Flèche Wallonne Féminine

2001
- Gesamtwertung und vier Etappen Redlands Bicycle Classic
- Gesamtwertung und vier Etappen Tour of the Gila
- Gesamtwertung und zwei Etappen Tour de Toona
- Coupe du Monde Cycliste Féminine de Montréal

2002
- Gesamtwertung und eine Etappe Women's Challenge
- vier Etappen Tour of the Gila
- eine Etappe Tour du Grand Montréal
- eine Etappe Redlands Bicycle Classic
- Kanadische Meisterin – Einzelzeitfahren

2003
- Gesamtwertung und zwei Etappen Pomona Valley Stage Race
- Gesamtwertung und vier Etappen Redlands Bicycle Classic
- Gesamtwertung und zwei Etappen Sea Otter Classic
- Gesamtwertung und drei Etappen Tour of the Gila
- Coupe du Monde Cycliste Féminine de Montréal
- zwei Etappen Tour de Toona
- eine Etappe Tour du Grand Montréal
- Kanadische Meisterin – Straßenrennen

2004
- Coupe du Monde Cycliste Féminine de Montréal
- eine Etappe Tour de Toona
- zwei Etappen Redlands Bicycle Classic

2005
- Gesamtwertung Tour de Toona
- Coupe du Monde Cycliste Féminine de Montréal
- eine Etappe Tour of the Gila
- Kanadische Meisterin – Straßenrennen